# Old Street metróállomás
Az Old Street a londoni metró egyik állomása az 1-es zónában, a Northern line és a Northern City Line érinti.

## Története
Az állomást 1901. november 17-én adták át a City & South London Railway egyik állomásaként. Napjainkban a Northern line része, illetve 1904 februárjától a Northern City Line vonatai is használják.

## Forgalom
| Járat | Útvonal | Gyakoriság     |
| ----- | --- | -------------- |
|       | (High Barnet és Edgware felől –) Camden Town – Euston – King’s Cross St. Pancras – Angel – Old Street – Moorgate – Bank – London Bridge – Borough – Elephant & Castle – Kennington – Oval – Stockwell – Clapham North – Clapham Common – Clapham South – Balham – Tooting Bec – Tooting Broadway – Colliers Wood – South Wimbledon – Morden | 2-3 percenként |

## Átszállási kapcsolatok
| Állomás    | Átszállási kapcsolatok                                       |
| ---------- | ------------------------------------------------------------ |
| Old Street | National Rail (Old Street) Helyi buszok (Old Street Station) |

## Fordítás
- Ez a szócikk részben vagy egészben  az   Old Street station című angol Wikipédia-szócikk fordításán alapul.  Az eredeti cikk szerkesztőit annak laptörténete sorolja fel. Ez a jelzés csupán a megfogalmazás eredetét és a szerzői jogokat jelzi, nem szolgál a cikkben szereplő információk forrásmegjelöléseként.